# Nikola Maraković (narodni heroj)
Nikola Maraković - Nina (Hrvatska Kostajnica, 3. listopada 1912. — Miljevina, 13. lipnja 1943.) bio je sudionik Narodnooslobodilačke borbe i narodni heroj Jugoslavije.

## Životopis
Rođen je 3. listopada 1912. godine u Hrvatskoj Kostajnici. Potječe iz srednjeimućne zanatlijske obitelji. Osnovnu školu je završio u rodnom mjestu, a gimnaziju je pohađao u Kostajnici, Glini i Zagrebu. Poslije završetka gimnazije, upisao se na Pravni fakultet na Zagrebačkom sveučilištu.
Za vrijeme studija, 1933. godine, pristupio je studentskom revolucionarnom pokretu. Godine 1935., zajedno s još deset drugova, bio je uhićen u Kostajnici. Zbog nedostatka dokaza, nije osuđen, ali je upućen na odsluženje vojnog roka u Trebinje. Poslije povratka iz vojske, nastavio je politički rad po banijskim selima. Posebno se angažirao u radu sa studentima. Godine 1939., je bio jedan od osnivača Akademskog kluba „Ante Radić“ u Sisku. Ovaj klub je bio vrlo aktivan među lijevo orijentiranom mladeži, a jedna od najzapaženijih aktivnosti članova kluba bila je prikupljanje i slanje pomoći jugoslavenskim španjolskim dobrovoljcima, koji su se poslije završetka Španjolskog građanskog rata nalazili u koncentracijskim logorima po Francuskoj. Za člana Komunističke partije Jugoslavije primljen je 1939. godine.
Poslije okupacije Kraljevine Jugoslavije i stvaranja Nezavisne Države Hrvatske 1941. godine, Nikola je ilegalno radio u Sisku. Organizirao je sabotaže i diverzije, prikupljao oružje i slao ga na Baniju i ostalo. U siječnju 1942. godine, napustio je Sisak i otišao na oslobođeni teritorij na Baniji, gdje je isprva radio kao politički radnik. Rujna 1942. godine, postavljen je za prvog komandanta novoformirane Sedme banijske udarne brigade.
Zajedno sa svojom brigadom sudjelovao je u mnogim borbama tijekom rata. Brigada je tijekom bitke na Neretvi i Sutjesci djelovala kao zaštitnica Glavne operativne grupe Vrhovnog štaba NOVJ-a, vodila teške borbe za zaštitu Središnje bolnice NOVJ-a. U borbi kod Prozora, u ožujku 1943. godine, borci njegove brigade su vodili neprekidne jedanaestodnevne borbe za zaštitu ranjenika. Kada su u svibnju 1943. uvedeni prvi časnički činovi u NOVJ-a, Nikola je dobio čin pukovnika.
Poginuo je 13. lipnja 1943. godine kod sela Miljevina, tijekom Bitke na Sutjesci.
Odlukom Vrhovnog štaba NOV i POJ, 6. srpnja 1943. godine, proglašen je za narodnog heroja, među prvim borcima NOV i POJ, zajedno sa Savom Kovačevićem.